# Tomovick-Nunatak
Der Tomovick-Nunatak ist ein Nunatak im ostantarktischen Viktorialand. Er ragt 14 km westlich des Mount Gerlache an der Südflanke des oberen Abschnitts des Larsen-Gletschers auf. 
Der United States Geological Survey kartierte ihn anhand eigener Vermessungen und Luftaufnahmen der United States Navy aus den Jahren von 1956 bis 1962. Das Advisory Committee on Antarctic Names benannte ihn 1968 nach Donald S. Tomovick, Installateur auf der Amundsen-Scott-Südpolstation im Jahr 1966.